# Господар води
«Господар води» — радянський художній фільм 1982 року, знятий режисером Олексієм Студзинським на кіностудії «Таджикфільм».

## Сюжет
Про те, як боротьба із посухою згуртувала людей та виявила найкращі риси їх характерів.

## У ролях
- Талгат Нігматулін — Нігмат
- Марат Хасанов — головна роль
- Раджабалі Хусейнов — головна роль
- Гульсара Абдуллаєва — роль другого плану
- Юрій Гусєв — роль другого плану
- Дільбар Умарова — роль другого плану

## Знімальна група
- Режисер — Олексій Студзинський
- Сценарист — Олексій Студзинський